# Parafia Matki Bożej Częstochowskiej w Żorach Kleszczowie
Parafia Matki Bożej Częstochowskiej w Żorach Kleszczowie – katolicka parafia w dekanacie żorskim, istniejąca od 1 maja 1983 roku.

## Historia
Teren, na którym obecnie stoi kościół ofiarowali Gertruda i Augustyn Kania. W 1981 roku ks. dziekan Jan Szewczyk przygotował prowizoryczną salkę katechetyczną, w której odbywały się katechezy dla dzieci. Sprawowano tu również Msze św. niedziele. 28 sierpnia 1981 Urząd Miejski w Żorach wydał zezwolenie na modernizację budynku. W ten sposób powstał punkt sakralny z kaplicą mszalną i salką katechetyczną. W kolejnym roku ks. Henryk Panek został wyznaczony do ukończenia prac budowlanych i utworzenia parafii w Kleszczowie.
W dniu 23 stycznia 1983 roku ks. bp Herbert Bednorz dokonał zwyczajnego poświęcenia ukończonej kaplicy mszalnej na parterze oraz probostwa na piętrze budynku.
1 maja 1983 roku ks. biskup erygował w Kleszczowie parafię pod wezwaniem Matki Bożej Częstochowskiej, a 3 czerwca 1983 mianował ks. Henryka Panka proboszczem parafii. Polecił mu wybudowanie oddzielnych sal katechetycznych. Prace budowlane wraz z realizacją wystroju wnętrza kaplicy oraz terenu przykościelnego zakończono w sierpniu 1985 roku. Poświęcenia dokonał ks. bp Józef Kurpas podczas pierwszej wizytacji w dniu 20 października 1985 roku.
W grudniu 1996 roku Urząd Miasta w Żorach wydał zgodę na budowę kościoła w Kleszczowie. Wykopy pod fundamenty rozpoczęto wiosną 1997 roku. Roboty budowlane i wykończeniowe zakończono w 2001 roku.
Uroczyste poświęcenie kościoła przez ks. arcybiskupa Damiana Zimonia nastąpiło 23 października 2001 roku. Wiele prac budowlanych i wykończeniowych wykonała lokalna społeczność.